# Club Malvín
Il Club Malvín è una società polisportiva avente sede a Montevideo, in Uruguay, fondata nel 1938..
La polisportiva è attiva nei seguenti sport:
- calcio a 5[2]
- nuoto[3]
- pallacanestro[4]
- pallamano[5]

## Pallacanestro
La squadra di pallacanestro maschile gioca nel campionato uruguaiano. Disputa le partite interne nel Gimnasio Juan Francisco Canil, che ha una capacità di 1.500 spettatori.

### Palmarès
- Campionati uruguaiani: 4

2006, 2010, 2013, 2015